# Czarodziejki (komiks)
Czarodziejki (komiks) to oficjalna kontynuacja serialu stacji The WB o tej samej nazwie, który swoją premierową emisję zakończył w 2006 roku - po 8 latach emisji. Seria komiksów jest publikowana przez wydawnictwo Zenescope Entertainment.
Akcja rozgrywa się 18 miesięcy po wydarzeniach pokazanych w ostatnim odcinku serialu. Pierwszy numer ukazał się 16 czerwca 2010 roku.

## Publikacje

### Wydania
Pierwszy numer miał premierę podczas San Diego Comic-Con International w czerwcu 2010 roku. Początkowo zakontraktowane przez Zenescope zostało tylko 12 części, jednak ostatecznie powstało 24. W maju 2012 roku ogłoszono, iż komiks będzie miał przerwę w wydaniach, by w tym czasie przygotowywać kolejne, które będą służyć jako dziesiąty sezon. 

### Sezon 9 (2010-2012)
W 9. sezonie serialu, dzieje się wiele rzeczy. Poznajemy bliżej postać Coopa, dzieci Czarodziejek zaczynają używać swoich mocy. Powracają postacie takie jak Cole Turner czy Darryl Morris oraz postacie epizodyczne. Powraca również długo wyczekiwana przez fanów postać – Prue Halliwell.
| Nr tomu | Nr w serii | Tytuł                                     | Scenariusz                   | Rysunki       | Data wydania         |
| Volume 1 | Volume 1   | Volume 1                                  | Volume 1                     | Volume 1      | Volume 1             |
| --- | ---------- | ----------------------------------------- | ---------------------------- | ------------- | -------------------- |
| 0 | 0          | The Sourcebook                            | Paul Ruditis & Raven Gregory | Dave Hoover   | 16 czerwca 2010      |
| Numer „0” jest pierwszym numerem z serii komiksów Charmed. Zawiera opis serialu i głównych bohaterów. Strony wyglądają jak te z Księgi Cieni. |            |                                           |                              |               |                      |
| 1 | 1          | Charmed Lives                             | Paul Ruditis & Raven Gregory | Dave Hoover   | 21 lipca 2010        |
| Akcja rozpoczyna się 18 miesięcy po zakończeniu ósmego sezonu Charmed, w 2008 roku. Przez ten czas, Czarodziejki nie walczyły z żadnymi demonami. Mogły zająć się swoimi rodzinami. Phoebe i Coop wychowują swoją córkę, P.J. (Prudence Johannę). Paige i Henry wychowują bliźniaczki, Tamorę i Kat. Piper i Leo, oprócz Wyatta i Chrisa, wychowują również córkę, Melindę. Szczęście Czarodziejek ma się wkrótce skończyć. W barze Luscious, Neena i Hogan czekają na Weasela, który dostarcza im pewną mapę. Neena zabija Weasela i pozbywa się Anioła Przeznaczenia, wysyłając go gdzieś za pomocą portalu czasu. Tymczasem Jessalyn, uczennica Paige, jest znudzona opowiadaniem Paige o Księdze Cieni. Gdy dziewczyna wypowiada zaklęcie, wywołuje demona. Prue po raz pierwszy używa swoich mocy – teleportacji. Gdy Phoebe wychodzi do redakcji, dziecko teleportuje ją z powrotem do domu. Piper, gotując razem z małą Melindą, zostaje zaatakowana przez magiczną fasolę – również Melinda zaczyna używać swoich mocy. Tymczasem Neena i Hogan, kierują się mapą i wędrują po jaskini. W końcu docierają do celu – do podziemia... |            |                                           |                              |               |                      |
| 2 | 2          | No Rest for the Wicca                     | Paul Ruditis & Raven Gregory | Dave Hoover   | 1 września 2010      |
| W podziemiu, Neena i Hogan próbują zdobyć moce, aby uwolnić tajemniczy głos. Na razie, głos zleca im zadanie. Tymczasem Piper i Phoebe idą na pogrzeb Brittany, swojej pierwszej niewinnej, którą uratowały razem z Prue (1x02). Gdy Phoebe dotyka trumny, ma wizję. Okazuje się, że Brittany, choć była młodsza od Piper, wygląda tak, jak wtedy, gdy demon Javna odebrał jej młodość. Piper jest wściekła. Przez ostatnie półtora roku, siostry mogły zająć się swoimi dziećmi i mężami. Sama Piper marzy o otwarciu restauracji. Teraz demony znów atakują. Phoebe jednak zastanawia się nad innym rozwiązaniem. Siostry nie znajdują jednak informacji w Księdze Cieni, która mówiłaby, że ofiary Javny, po śmierci znów stają się stare. Tymczasem Paige mówi Brentowi, swojemu nowemu podopiecznemu, że jest czarodziejem. On nie chce w to uwierzyć. Sądzi, że jest demonem. Chce zaatakować nauczyciela, ale Paige orbituje się z nim. Tłumaczy mu jakimi zasadami kieruje się dobra magia. Brent prosi o czas. Paige mówi mu, że wystarczy wypowiedzieć jej imię, by się zjawiła. Tymczasem Phoebe doznaje potężnej wizji, podczas której lewituje. Mówi siostrom, że wszyscy niewinni, których ocaliły oraz wszyscy ich podopieczni, są w wielkim niebezpieczeństwie. Tymczasem Neena i Hogan spotykają się z Brentem. Niedługo potem, chłopak jest martwy... |            |                                           |                              |               |                      |
| 3 | 3          | Innocents Lost                            | Paul Ruditis & Raven Gregory | Dave Hoover   | 6 października 2010  |
| Neena i Hogan sprytnie oszukują Strażników Nicości. Pod ich nieobecność, Hogan napełnia szkatułkę glebą ze Starożytnego Cmentarzyska. Dostarczają ją głosowi, który pragnie odzyskać cielesną formę, aby zniszczyć Czarodziejki. Tymczasem w mieście ginie czterech niewinnych, w tym Owen Grant (2x05) i Marcy Steadwell (2x09). Dwójki kolejnych wciąż nie można odnaleźć, w tym Beth Whittlesey (1x15). Piper zastanawia się nad ściągnięciem z L.A. Billie, by im pomagała, kiedy Phoebe jest w pracy. Paige wyjaśnia, że kazała Billie obserwować rodzinę Darryla. Piper znajduje też wyjaśnienie, dlaczego Brittany znów straciła młody wygląd – Księga Cieni mówi, że kiedy śmiertelnik ma styczność z demonem, po śmierci człowieka, może on dać o sobie znać. Piper sporządza listę niewinnych. Zastanawiają się, kogo ratować najpierw. Paige stawia na Tylera Michaelsa (4x12). Gdy orbitują się do jego domu, mieszkanie płonie. Tyler atakowany jest przez demony i nie może przestać rozprzestrzeniać ognia. Piper wysadza demony. Gdy jeden z nich atakuje, siostry i Tyler zostają otoczeni poświatą, która odbija moce demona – to nowa moc Paige. Piper nie jest pewna czy jest gotowa na walkę z demonami. Tymczasem redakcja czyni Phoebe pastorem. Wiele par chce, aby kobieta udzieliła im ślubu. Phoebe się waha, lecz jej uwagę przykuwa jedna z par, od której mocą empatii wyczuwa silne uczucie miłości, a którzy pragną się pobrać. Coop wyjaśnia, że są to... Romeo i Julia. Para objaśnia, że William Szekspir uwięził ich w historii, którą napisał piórem Feniksa. Zostali skazani na wieczne poznawanie się, branie ślubu i umieranie. Myślą, że klątwę przełamie ślub udzielony przez Czarodziejkę. Phoebe udziela im ślubu. W domu sióstr tymczasem, jest pełno niewinnych, których uratowały w przeszłości. Siostry podejrzewają, że nowe moce zawładnęły podziemiem. Postanawiają stanąć do walki. Tymczasem w podziemiu, demony są świadkami odrodzenia Źródła Wszelkiego Zła w formie Golem. Do jego odrodzenia potrzebna była gleba i krew niewinnych... |            |                                           |                              |               |                      |
| 4 | 4          | Mortal Enemies                            | Paul Ruditis                 | Marcio Abreau | 15 grudnia 2010      |
| Źródło używa swoich mocy, aby zaczarować wszystkich ludzi i obrócić ich przeciwko Czarodziejkom. Wszyscy niewinni w domu Halliwelów ruszają w stronę Phoebe i Coopa. Henry atakuje Paige. Czarodziejka uderza go lampą. Tymczasem Piper szuka odpowiedniego lokum dla swojej restauracji. W końcu znajduje właściwe miejsce. Zostaje jednak zaatakowana przez zaczarowaną kobietę, która pomagała jej w poszukiwaniach lokum. Walczy z nią, a w końcu ją zamraża. Phoebe, Coop, Paige i Henry przenoszą się do szkoły magii, gdzie Henry przestaje być pod wpływem zaklęcia. Tymczasem Piper jest ścigana przez zaczarowanego policjanta. Kiedy go gubi, rusza za nią radiowóz. Dociera do domu, gdzie orbitują się Paige i Phoebe. Radiowóz rozbija się o Źródło, który akurat pojawia się przed domem sióstr. Ujawnia się im i atakuje je ognistą kulą. Paige używa swojej nowej mocy do obrony. Czarodziejki muszą przenieść się do szkoły magii. Piper używa przeciwko Źródłu nowej mocy – molekularnej destabilizacji. Pozwala ona Piper topić lub palić. W tym przypadku, Piper używa mocy, aby stopić część nóg Źródła. Przenoszą się do szkoły magii. Tam, postanawiają, że unicestwią Źródło na dobre. |            |                                           |                              |               |                      |
| 5 | 5          | Unnatural Resources                       | Paul Ruditis                 | Marcio Abreau | 19 stycznia 2011     |
| Źródło atakuje szkołę magii, jednak zaklęcia obronne szkoły powstrzymują jego ataki. Pipier postanawia zrobić najsilniejszy eliksir, stworzony z części mocy białej magii. Nakazuje Paige, aby ta poprzenosiła się do magicznych stworzeń, którym pomogły i poprosiła o przekazanie części ich mocy do naczynia. Phoebe ma natomiast utworzyć zaklęcie. Jeśli będzie musiała, niech użyje sentencji z każdej strony Księgi Cieni. Piper prosi Coopa, aby przeniósł ją na strych domu Halliwellów. Tam, Piper odnajduje Excalibur (6x08). Coop jest zdziwiony, że kobieta go zachowała. Tymczasem Paige zbiera moce od magicznych stworzeń, m.in. od syren, wróżek, leśnych nimf, krasnoludków i jednorożców. Spotyka też Billie i dziękuje jej, że wciąż pilnuje Darryla i jego rodziny. Piper prosi Lea, by zabrał dzieci, Coopa i Henry’ego ze szkoły magii. Paige rzuca na Henry’ego zaklęcie, aby ten nie stał się zły, kiedy opuści szkołę. Czarodziejki żegnają się ze swoimi mężami. Tyler chce pomóc w walce, ale Leo każe mu ewakuować się z innymi uczniami i nauczycielami. Źródłu wreszcie udaje się pokonać zaklęcia obronne szkoły. Piper używa nowej mocy i przepala linę od żyrandolu, który spada na Źródło. Phoebe używa mocy lewitacji i przelatuje nad Źródłem. Następnie rzuca w niego eliksirem. Piper wbija Excalibur w ramię Źródła, krzycząc, że to za Prue. Następnie Paige rzuca eliksirem zebranym od innych stworzeń. Siostry wypowiadają zaklęcie i unicestwiają Źródło. Tymczasem Neena planuje objąć władzę w podziemiu. Zabija Hogana i chce podporządkować sobie wszystkie demony. Piper pokazuje wszystkim miejsce, które wybrała na swoją restaurację. Zjawia się babcia Penny, chcąc zobaczyć swoje prawnuczęta. Tymczasem Melinda używa swoich mocy, aby przenieść misia z półki. Nikt jednak tego nie zauważa. |            |                                           |                              |               |                      |
| Volume 2 |            |                                           |                              |               |                      |
| 6 | 6          | Morality Bites... Back                    | Paul Ruditis                 | Tess Fowler   | 16 lutego 2011       |
| Mika, koleżanka Phoebe z pracy, wyznaje jej, że spotyka się z gwiazdą futbolu, Calem Greene'em. Phoebe natychmiast przypomina sobie, że w przyszłości właśnie jego miała zamordować i spłonąć żywcem (2x02). Zabiła go, gdyż on zamordował jej przyjaciółkę. Mika zaprasza Phoebe i Coopa na podwójną randkę. Phoebe zgadza się i rozmawia z siostrami. One mówią jej, by poszła na to spotkanie, bo być może będzie miała wizję lub użyje mocy empatii. Nic się jednak nie dzieje. Phoebe nie wie co robić. Rozważa nawet wyznanie Mice prawdy. Z pomocą Coopa, Phobe dowiaduje się, że Mika i Cal są zakochani, ale nie jest to miłość na wieki. Nie będą razem. Niespodziewanie, okazuje się, że Elise może pomóc Phoebe. Szefowa opowiada jej, jak pewnego razu przyszła do niej pobita kobieta. Chciała, aby Elise opisała jej historię. Zamiast tego, Elise poprosiła ją, by poszła na policję. Kobieta złożyła zeznania. Niestety, potem je wycofała. Elise i jej pracownik, Burns zaciekawili się tą historią. Wkrótce znaleźli więcej informacji o takich przypadkach, lecz bez dowodów. Sama Elise była zastraszana, choć Cal nigdy nie zjawił się osobiście. Phoebe chce powiedzieć o tym Mice, ale Elise mówi jej, że już to zrobiła. Mika była w szoku i poszła do domu. Phoebe jedzie tam. Na miejscu zastaje płaczącą Mikę – rozmawiała z Calem. Przyznał się i zaczął krzyczeć, że mu nie ufa. Dziewczyny wracają do redakcji. Phoebe ma bowiem czat na żywo. Chwilę przed rozpoczęciem, Phoebe ma wizję – płacze nad trumną Elise! Czarodziejki ruszają w pościg. Piper zamraża Mikę, by nie poszła za nimi. Gdy docierają na miejsce, Piper zamraża Cala. Phoebe wyczuwa od niego gniew. Już wie, że zabiła go bólem wszystkich zranionych przez niego kobiet. Wtedy przypomina sobie o Elise. Siostry znajdują ją nieprzytomną. Phoebe prosi, by Paige ją uleczyła. Gdy Elise dochodzi do siebie, Phoebe wreszcie wyznaje jej, że jest wiedźmą. Cal zostaje aresztowany. |            |                                           |                              |               |                      |
| 7 | 7          | The Heir Up There                         | Paul Ruditis                 | Marcio Abreau | 2 marca 2011         |
| Piper jest zdezorientowana, kiedy Melinda zaczyna przenosić rzeczy za pomocą magii. Paige również nie może w to uwierzyć, gdyż Melinda została poczęta, kiedy Leo był człowiekiem. Leo sądzi, że część jego DNA ducha pozostało w nim i przeszło na ich córkę, gdyż był duchem światłości dłużej niż człowiekiem. Piper prosi Paige, by zabrała Lea do Starszych i wszystko wyjaśnili. Na górze spotykają Kyle’a Brody'ego. Nie jest już duchem światłości. Został Starszym. Potwierdza przypuszczenia Lea co do Melindy. Leo wybucha złością, gdyż nie wie, z jakiego powodu Starsi chcieli, aby jego dzieci miały moce ojca, skoro on był człowiekiem. Kyle wyjaśnia, że Starsi też mają w tym swój udział. Dali część mocy Melindzie, gdyż wierzą w przepowiednie, że Wyatt, Chris i Melinda przejmą Moc Trzech i będą jeszcze silniejsi niż Czarodziejki. Leo nie zamierza się na to godzić. Nie chce, aby jego dzieci były celami ataków demonów. Tymczasem Melinda rozrzuca obiekty po restauracji Piper. Czarodziejka musi je zamrażać, by nikomu nie stała się krzywda. Kyle proponuje Leo, że przywróci mu skrzydła, aby znów stał się duchem światłości Czarodziejek, i aby mógł przygotowywać swoje dzieci do walki ze złem. Kyle informuje go, że Rennek powrócił. Paige pyta o kogo chodzi. Leo wyjaśnia, że Rennek jest duchem ciemności, który zabijał duchy światłości. Leo ostatecznie go zabił, a w nagrodę wysłano go do Czarodziejek. Kyle mówi, że Rennek wciąż żyje i zabija kolejne duchy światłości. Tymczasem w podziemiu, Rennek oraz inne demony, zabijają wampiry. Okazuje się, że Rennek, na polecenie swej przyjaciółki, Neeny, ściga Lornę, królową wampirów. Neena uczyniła ją królową w zamian za poparcie, którego się nie doczekała. Neena i Rennek zabijają Lornę. Tymczasem Melinda przenosi Piper i Phoebe. Piper odkrywa, że Melinda używa mocy, gdyż Czarodziejka zabrała jej smoczek. Leo nie chce ponownie zostawać duchem światłości. Chce zestarzeć się z Piper i być przy swoich dzieciach. Kyle przypomina mu, że kiedy umrze, nie zostanie ponownie duchem. Leo ponownie stanowczo odmawia. Tymczasem Neena i Rennek rozmawiają w podziemiu. Rennek ujawnia, że wie kim naprawdę jest Neena... |            |                                           |                              |               |                      |
| 8 | 8          | Oh, Henry                                 | Paul Ruditis                 | Carlos Granda | 16 marca 2011        |
| Czarodziejkom nie udaje się udaremnić ataku Renneka. Paige nie może uzdrowić zmarłej dziewczyny, ale wydobywa swoimi mocami jej dziecko z jej brzucha. Postanawia poprosić o pomoc w znalezieniu rodziny zastępczej, swojego byłego szefa z opieki społecznej, Boba Cowana. Paige nazywa dziecko „Henry Junior”. Henry'emu nie podoba się pomysł kolejnego dziecka. Tymczasem Rennek dostarcza Neenie moce ducha światłości. Pyta ją, czy naprawdę myśli, że ukryje swoje prawdziwe zamiary przed demonami. Henry otwiera się przed Paige. Mówi, że czuje się bezsilny w stosunku do magicznej żony i dzieci, w każdym znaczeniu tego słowa. Tymczasem most Golden Gate zostaje zamknięty z powodu gęstej mgły i opadającego rumowiska. Siostry orbitują się na szczyt mostu i są świadkami walki demonów i Starszych. Piper zamraża latającego demona, który chciał je zaatakować. Neena obezwładnia Kayle'a, a Rennek zabija go, zabierając mu moce. Następnie Neena atakuje Czarodziejki. Paige orbituje się, a Phoebe używa lewitacji. Niestety, Piper wpada w portal czasu i znika. Paige i Phoebe nie zauważają tego i szukają ciała siostry na dole mostu. Zjawia się Leo. Nie może uwierzyć, kiedy spostrzega Neenę. Każe Czarodziejkom przenieść się z mostu. W domu, Leo wyjaśnia Phoebe i Paige kim jest Neena – Pierwszą Wiedźmą. |            |                                           |                              |               |                      |
| 9 | 9          | All or Nothing                            | Paul Ruditis                 | Dean Kotz     | 25 maja 2011         |
| Leo wyjaśnia Paige kim jest Neena. Tak się teraz nazywa, choć urodziła się przed wymyśleniem imion. Jej początki sięgają początkom ludzkości. Znalazła ona Nexusa i podzieliła się mocą ze swoim mężem. Żyli oni w raju. Niestety, wkrótce musieli opuścić raj i nigdy do niego nie powrócić. Kobieta urodziła dwójkę dzieci, które poczęła, będąc jeszcze w raju. Pierwsze dziecko odziedziczyło moce matki i stało się potomkiem dobrych wiedźm. Drugie dziecko, również miało moce matki, ale było złe i stało się potomkiem demonów. Również ród Halliwellów pochodzi od Pierwszej Wiedźmy. Tymczasem jej mąż powrócił do raju sam. Jednak pewnego dnia zniknął. Została sama. Phoebe szuka sposobu znalezienia Piper. Leo nie może uwierzyć, że Neena mogłaby ją zabić. Neena, razem z demonami, atakuje Starszych. Tymczasem Piper wędruje po opustoszałym miejscu. Dostrzega czyjąś sylwetkę, ale ten ktoś ucieka. Piper dostrzega jedno jabłko na gałęzi drzewa, ale Anioł Przeznaczenia (9x01) powstrzymuje ją od ugryzienia. Wyjaśnia, że tylko magia, która ich uwięziła tutaj, może ich wydostać – z miejsca, które miało być odrodzeniem raju. Anioł Przeznaczenia zabiera Piper jabłko. Przeprasza ją i bierze kęs. Następnie znika. Do Piper zbliża się tajemnicza postać z jabłkiem. Piper jest w szoku – tą postacią jest Cole! |            |                                           |                              |               |                      |
| 10 | 10         | Three Little Wiccans                      | Paul Ruditis                 | Reno Maniquis | 8 czerwca 2011       |
| Leo i Paige upodabniają swój wygląd do demonów i przenoszą się na górę, aby tam poszukać Piper. Zastają tam hordy demonów, próbujących przedostać się przez wielkie wrota. Niestety, Leo i Paige zostają zdemaskowani przez Neenę. Phoebe została w domu razem z Coopem. Bardzo się zamartwia. Tymczasem Piper jest podejrzliwa co do zamiarów Cola. Przypomina mu, że Phoebe jest teraz szczęśliwą mężatką i ma dziecko. Cole zaznacza, że jest tu, aby pomóc Piper, tak jak zrobił to ostatnim razem (7x16). Oferuje jej jabłko, które pomoże jej wrócić do normalnego świata. Piper wciąż mu jednak nie ufa. Tymczasem Neena żąda od Paige, by otworzyła wrota. Inaczej Leo i jej rodzina mogą ucierpieć. Leo uważa, że to puste groźby, gdyż Neena nie skrzywdziłaby swojego potomka. Ona przyznaje, że to prawda, więc dlatego ma Renneka. Paige zgadza się zrobić to, czego Neena żąda. Zaklęcia Phoebe nie działają. Nie może przywołać Piper. Wtedy zdaje sobie sprawę, że szuka niewłaściwej osoby. Powinna znaleźć męża Neeny. Zaklęcia również zawodzą. Paige otwiera wrota. Neena wchodzi i wita się z dwoma świecącymi kulami. W tym samym momencie, Leo i Paige zaczynają walczyć z demonami. Zjawia się Neena. Leo każe uciekać Paige, ale atakuje ją demon. W tym samym momencie, Neena również używa mocy przeciwko Paige. Leo krzyczy imię Paige. Jego krzyk słyszą Piper i Cole. Chwilę potem otwiera się portal, ale zamyka się, zanim Piper dobiega. Neena zajmuje się tajemniczymi kulami. Paige przenosi się do domu. Niestety jest nieprzytomna. Phoebe nie wyczuwa od niej żadnych emocji – Paige nie żyje. Zjawia się Henry. Jest zrozpaczony. Piper żąda od Cole’a jabłka. Gdy bierze kęs, mdleje. Cole nie spodziewał się takiego obrotu sprawy. Tymczasem Paige nie wie gdzie jest. Chwilę potem spotyka... Kyle’a. Paige krzyczy, że nie może umrzeć. Phoebe jest zrozpaczona... |            |                                           |                              |               |                      |
| 11 | 11         | Last Witch Effort                         | Paul Ruditis                 | Tess Fowler   | 22 czerwca 2011      |
| Phoebe prosi o pomoc Sama, jednak on nie może uleczyć córki. Kyle wyjaśnia Paige, że musi ona wrócić do swojego ciała. Paige pyta, czy tutaj jest Piper. Kyle odpowiada, że nie. Tymczasem Piper przestaje być nieprzytomna. Cole tłumaczy jej, że musi mu zaufać, aby mogła wrócić. Piper mówi, że tak się nigdy nie stanie. Neena planuje połączyć dobro i zło w jedno, aby spotkać się ze swoim ukochanym. Skutki połączenia dwóch kul odczuwają wszyscy – Piper i Cole, Paige i Kyle oraz Phoebe, Henry i Coop. Do domu Halliwellów przyjeżdża Victor. Najpierw rozmawia z Henrym. Podobnie jak on, miał żonę wiedźmę. Victor zostaje na dole, by zaopiekować się dziećmi. Nikt nie chce też, by natknął się na Sama. Phoebe, za pomocą połączenia zaklęć kontaktuje się telepatycznie z siostrami. Paige wyjaśnia, że jest z Kyle'em, a Leo został z Neeną i Rennekiem. Piper natomiast mówi, że jest sama. Phoebe prosi siostry, by pośpieszyły się ze znalezieniem wyjścia ze swoich sytuacji, bo jest coraz gorzej. Neena i Rennek przekonują Leo, że próbują stworzyć lepszy świat, gdzie Starsi nie będą nikomu rozkazywać. Piper postanawia zaufać Cole'owi. Bierze kęs jabłka i wraca do Phoebe. Henry pyta ją, czy Paige jest z nią. Tymczasem Paige i Kyle przechodzą na drugą stronę. Paige spotyka matkę i babkę, Patty i Penny. Chce poznać Prue, ale matka wyjaśnia jej, że Prue nie ma z nimi, i że to skomplikowane. Ale poradzą sobie bez niej. Paige zostaje przywitana przez wszystkie przodkinie, w tym Melindę Warren... |            |                                           |                              |               |                      |
| 12 | 12         | The Charmed Offensive                     | Paul Ruditis                 | Dean Kotz     | 27 lipca 2011        |
| Paige, razem z matką, babką, swoimi przodkiniami i Starszymi, czekają na jakiś znak, by połączyć swoje moce. Sam orbituje się z Piper i Phoebe na górę, gdzie demony gromadzą się wokół Neeny i wielkiej kuli. Wciąż uwięziony Leo, próbuje się uwolnić z więzów. Udaje mu się to. Walczy z kilkoma demonami i próbuje otworzyć wrota. Udaje mu się dostać do środka i zamknąć drzwi, zanim przybiegają demony. Paige atakuje z rodziną i Starszymi. Tymczasem Neena zapędza Piper i Phoebe pod wrota. Te z kolei się otwierają i wylatuje z nich Leo, który używa skrzydeł i lata, aby walczyć z demonami w powietrzu. Neena przekonuje siostry, że postępuje dobrze. Zjawia się Paige i orbituje ją. Wtedy pojawia się Coop, Sam i Henry z ciałem Paige na rękach. Siostry wypowiadają zaklęcie i dusza Paige wraca do jej ciała. Zjawia się Neena. Zostaje otoczona przez ród Halliwellów. Neena przypomina im, że to dzięki niej każda z nich żyła. Ponownie próbuje przekonać wszystkich, że nie robi nic złego, chcąc uwolnić się spod wpływu Starszych i Aniołów Przeznaczenia. Piper wspomina o przywróceniu Źródła, o śmierci niewinnych oraz duchach światłości. Phoebe używa przeciwko Neenie mocy empatii, aby ją pokonać. Działa, ale tylko przez chwilę. Siostry używają więc Mocy Trzech, ale i to za mało, by pokonać Źródło Wszelkiej Magii. Zaklęcie wypowiadają więc wszystkie członkinie rodu Halliwellów. To działa. Neena zostaje pozbawiona Mocy. Siostry chcą zająć się teraz kulą, połączeniem dobra i zła. Wszyscy wypowiadają zaklęcie, a Starsi pomagają przy użyciu swych mocy. Pozbywają się kuli. Demony wracają do podziemia. Koniec walki. Piper pyta Penny, dlaczego nie było z nimi Prue. Patty uznaje, że najwyższy czas powiedzieć córkom prawdę. Prue nie mogła pogodzić się ze swoją śmiercią. Przyczyniło się do tego wiele rzeczy, m.in. bycie Czarodziejką i proroctwo dotyczące pojawienia się Paige. Patty i Penny wyjaśniają, że Prue doszła do porozumienia z dawnymi Starszymi i... odrodziła się. Patty i Penny nie mówiły o tym siostrom, by te nie doszukiwały się Prue w innych ludziach, nawet we własnych dzieciach. Być może w przyszłości, siostry spotkają młodą dziewczynę i rozpoznają w niej duszę Prue. Ta jednak nie zna Czarodziejek. Żyje własnym, innym przeznaczeniem. Zjawiają się Anioły Przeznaczenia. Oświadczają, że rozumieją motywy Neeny i obiecują Czarodziejkom, nie ingerować w sprawy ich dzieci. Jeśli kiedykolwiek Moc Trzech ma spłynąć na potomstwo Czarodziejek, odbędzie się to bez ingerencji innych. Tymczasem Anioły muszą ukarać Neenę – przenoszą ją do świata, który sama stworzyła, i w którym uwięziła Piper i jednego z Aniołów. Stamtąd nie ucieknie, a spędzi pół roku ze swoim ukochanym. Potem, on zniknie. Leo pozbywa się skrzydeł, choć wciąż czuje w sobie moc. Czarodziejki żegnają się z matką, babką i innymi przodkiniami. W drodze powrotnej, Patty i Penny spotykają... Cole’a. Turner mówi im, że nie powinny okłamywać Czarodziejek. Dotrzymał umowy – zdobył zaufanie Piper. Penny mówi, że wcale go nie zdobył. To sytuacja zmusiła Piper do zaufania mu. Jeśli chce, aby pomogły mu przejść na drugą stronę, musi coś zrobić. Cole pyta co takiego. Patty prosi go, by odnalazł Prue... |            |                                           |                              |               |                      |
| Volume 3 |            |                                           |                              |               |                      |
| 13 | 13         | Piper's Place                             | Paul Ruditis                 | Reno Maniquis | 7 września 2011      |
| Piper wraca późno do domu – wciąż przesiaduje w restauracji i pilnuje, aby wszystko było dopięte na ostatni guzik przed otwarciem. Wyatt jest niezadowolony, że mamy wciąż nie ma. Kiedy Piper wreszcie wraca do domu i zasypia, Wyatt wchodzi na strych i wypowiada zaklęcie na pomnożenie siły Piper, tego którego użyła już kiedyś Prue (1x16). Tym samym, pojawiają się dwie inne Piper. Prawda wychodzi na jaw nazajutrz. Wyatt nie przyznaje się jednak do rzucenia zaklęcia. Sytuacja wymyka się spod kontroli, gdyż postacie Piper zaczynają się mnożyć. Z trzech Piper powstają kolejne. Paige i Phoebe pomagają siostrze rozwiązać problem. Po rozmowie z Leo, Wyatt przyznaje się do rzucenia zaklęcia i przeprasza, że skłamał. Odwraca zaklęcie i wszystko wraca do normy. Wieczorem, marzenie Piper wreszcie się spełnia – otwiera swoją restaurację, Halliwell's. |            |                                           |                              |               |                      |
| 14 | 14         | Cupids Harrow                             | Paul Ruditis                 | Dean Kotz     | 28 września 2011     |
| Coop pomaga zmarłemu dziecku przejść do świata aniołków. Zdaje sobie sprawę, że sam cierpi. Otwiera się przed Phoebe. Mówi, że żałuje, iż nigdy nie dane poznać mu było swojej rodziny, która żyła ponad dwieście lat temu. Phoebe postanawia pomóc mężowi. W redakcji, przeszukuje Internet, lecz komputer przestaje działać. Elise upomina ją, by wróciła do pracy. Gazeta wypada jej z ręki. Gdy Phoebe ją podnosi, ma wizję – matkę płaczącą nad zmarłym noworodkiem. Czyta nagłówek strony – córka senatora, Bree, ma wkrótce poślubić Mitchella Coopersmitha. Phoebe postanawia iść tym tropem, lecz jej komputer gaśnie – wtyczka jest wyłączona z prądu. Phoebe nie wie, że za wszystkim stoi duch... Cole’a. Tymczasem uroczysta kolacja narzeczonych, dzięki Phoebe, ma odbyć się w Halliwell's. Gdy Coop zbliża się do frontowych drzwi restauracji, Cole nie pozwala mu wejść. Wchodzi więc tylnym wyjściem. Widzi prywatne przyjęcie. Phoebe szybko wyjaśnia, że rodzina pana młodego jest z Coopem spokrewniona. Podczas przyjęcia, dochodzi do sprzeczki między rodzicami młodych. Tymczasem Cole wywołuje u Phoebe wizję – zamieszanie w kościele i uciekającą pannę młodą. Coop i Czarodziejki ruszają do kościoła. Cole nie wpuszcza jednak kupidyna do środka. Sprawą zajmują się więc Czarodziejki. Piper i Paige postanawiają przywrócić porządek i spokój. Phoebe rozmawia z Mitchellem, a Coop z Bree. Ceremonia zostaje uratowana. Coop zdaje sobie sprawę, że jego rodzina to Phoebe, P.J. oraz rodzina Phoebe. Cole obserwuje ich. Zjawia się Patty. Upomina Cole’a, że obserwowanie Phoebe nic mu nie da. On nie może uwierzyć, że Phoebe zastąpiła go kupidynem. Patty przypomina mu, że jeśli chce przejść na drugą stronę, musi odnaleźć Prue... |            |                                           |                              |               |                      |
| 15 | 15         | Where There's Smoke There's a Firestarter | Paul Ruditis                 | Dean Kotz     | 27 października 2011 |
| Phoebe mówi Piper, że wszystkie dziwne rzeczy, które się działy, ustały. Gdy Piper ma powiedzieć siostrze o Cole'u, który pomógł jej wydostać się z innego wymiaru, zjawia się Paige i orbituje siostry pod swój dom. Stoi on w płomieniach. Henry'emu i dzieciom nic się nie stało. Wszystko wskazuje na to, że ktoś celowo podłożył ogień. Phoebe ma wizję i widzi Tylera. Czarodziejki udają się do niego. Tyler wyjaśnia, że jakiś Montgomery Knox chciał, aby Tyler dołączył do jego szkoły magii. Czarodziejki orbitują się do mężczyzny. Knox wyjaśnia, że jego szkoła nie jest szkołą demonów, choć nie jest też zatwierdzona przez Starszych. To neutralna szkoła, która pomaga nauczyć się żyć z mocami lub bez nich. Tymczasem Cole udaje się do Alexi, Wyroczni. Prosi ją o pomoc w znalezieniu Prue. Sprawdzają się najgorsze obawy Paige – Leo potwierdza, że Tam używa magii – ognia. Henry chce, by jej moce zostały zawieszone. Również Kat używa swoich mocy – próbuje zamrozić książkę, która powoli opada na ziemię. Wszyscy sądzą, że bliźniaczki mają moce podobne do mocy Piper. Paige zgadza się zawiesić moce córki. Tymczasem Rennek zjawia się u Alexi. Ma ze sobą Klejnot Orthona. Mówi jej, że nie skończył jeszcze z klejnotem. Musi go wypróbować na jeszcze jednej osobie – Knoxie. Tymczasem wiedźma Patience, prowadząca „Dom Wiedźm” w Salem, mówi swojej pracownicy, Sarah, że ta jest czarownicą. Sarah nie może w to uwierzyć. Patience wyjaśnia, że Sarah nie jest sama. Musi nauczyć się kontrolować swoje moce. Sarah musi to sobie przemyśleć. Obiecuje wrócić nazajutrz do pracy i wychodzi. Patience zamyka za nią drzwi, machnąwszy ręką... |            |                                           |                              |               |                      |
| 16 | 16         | The Heavens Can Wait                      | Paul Ruditis                 | Dean Kotz     | 30 listopada 2011    |
| U Patience zjawia się... Cole. Kobieta jest przerażona. Gdy Turner dostaje się do środka, ujawnia, że wie, iż Patience to... Prue! Tymczasem Bailey, znajoma nauczycielka Leo znajduje odpowiedź na jego pytanie – znalazła książkę, w której napisane jest kto wykuł miecz, którym Leo walczył przeciwko Neenie, a który dał mu skrzydła. Okazuje się, że wykuwanie magicznych broni przechodzi z pokolenia na pokolenie. Bailey odkrywa, że potomkowie osoby, która wykonała miecz, znajdują się w Himalajach. Leo postanawia nie mówić o niczym Piper, ale ta dowiaduje się wszystkiego z wizji Phoebe. Siostry deklarują, że pójdą z Leo. Cole tłumaczy Prue, że jego dusza znajduje się między życiem a śmiercią. Nie może iść dalej, dopóki nie pomoże Prue. Ona mówi Turnerowi o niespełnionej przepowiedni Czarodziejek – trzech najpotężniejszych, dobrych wiedźmiach. Ponieważ nie była spełniona, część duszy Prue nie mogła przejść na drugą stronę. Druga część Prue spotkała się z matką i babką. Prue zjednoczyła się również z Andym. Nie mogła jednak znieść, że jej dusza jest podzielona. Postanowiła, że pomoże Piper i Phoebe znaleźć Paige, aby proroctwo przeszło na nią. Niestety, przepowiednia dotyczyła Piper, Phoebe i Prue. Nie mogła przejść na Paige. Tak długo jak Prue byłaby powiązana z rodem Halliwellów, tak długo powstrzymywałaby siostry przed objęciem prawdziwej mocy. Aby uciec, Prue wstąpiła w ciało umierającej dziewczyny. Tymczasem Czarodziejki i Leo docierają do Himalajów. Wspólnymi siłami, wchodzą do środka domu Glynnis. Ona od razu rozpoznaje Empirejski Miecz. Wyjaśnia, że miecz jest powiązany z resztkami ducha światłości w Leo, gdyż nie może być we władzy zwykłego śmiertelnika. Glynnis obiecuje sprawdzić, czy jest sposób, by odseparować Leo od skrzydeł i miecza. Prue mówi Cole'owi, że kiedy używała magii w nowym ciele, wciąż czuła więź z siostrami. Czuła, że moc jej i jej sióstr rośnie. Tłumaczy Turnerowi przepowiednię. Melinda Warren nie przewidziała mocy dla czterech wiedźm. Piper i Phoebe mają dwie jej moce, a Prue i Paige dzielą jej jedną. Moc czterech sióstr mogłaby się okazać kataklizmem, dlatego Prue nie spotkała się z siostrami. Prosi Cole’a o dochowanie tego sekretu. Tymczasem Bailey mówi Paige o kobiecie imieniem Sarah. Otrzymała ona właśnie moce. Jest przewodnikiem po „Domu Wiedźm”, turystycznej atrakcji w Salem. Paige obiecuje zająć się nią nazajutrz. U Bailey zjawiają się Alexi i Rennek z kryształem... |            |                                           |                              |               |                      |
| 17 | 17         | Family Shatters                           | Paul Ruditis                 | Dean Kotz     | 4 stycznia 2012      |
| Paige idzie na spotkanie z Sarah, pod „Dom Wiedźm”. Na jej drodze do środka staje... Cole! Paige jest w szoku, widząc go. Tłumaczy mu, że musi spotkać się z Sarah, nową, potencjalną kandydatką do szkoły magii. Gdy Cole nie chce jej wpuścić, Paige orbituje się do środka. Zastaje tam jedynie Patience. Ta mówi jej, że Sarah już poszła i prosi Paige, by wyszła. Gdy ta dotyka jej ramienia, obie zostają odrzucone od siebie. W tym samym momencie, Phoebe w mgnieniu oka lewituje z San Francisco do Phoenix, a Piper wysadza pranie i maszynę do prania. W domu pękają nawet szyby. Dzieci Czarodziejek również używają mocy, mimo że moce Kat i Tam zostały zawieszone. Gdy Piper sprząta bałagan, zjawia się Cole. Mówi, że to wszystko wina Paige. Rozmowę przerywają Phoebe i Coop. Phoebe jest zdezorientowana widząc Cole’a. Tymczasem Patience wyjaśnia Paige, że jest ona jej zmarłą siostrą – Prue. Paige nie chce w to wierzyć, gdyż widziała zdjęcia i Patience nie przypomina Prue. Używa mocy przeciwko niej. Prue również używa mocy przeciwko Paige. Tymczasem Piper zamraża połowę San Francisco. Nie może powstrzymać swojej mocy, która zaczyna zamrażać coraz więcej ludzi. To powoduje, że demony wychodzą z podziemia. Prue prosi Paige, by uwierzyła jej, że jest jej zmarłą siostrą. Obie postanawiają przenieść się do domu. Tymczasem Rennek porywa Leo i więzi go. Mówi, że go potrzebuje. Phoebe nie chce słuchać Cole’a i idą z Piper na strych. Tam również przenoszą się Paige i Prue. Paige mówi siostrom, że poznała kogoś. Nie dokańcza jednak. Gdy tylko Piper i Phoebe spoglądają na Patience, od razu rozpoznają w niej duszę Prue... |            |                                           |                              |               |                      |
| 18 | 18         | Four's Company                            | Paul Ruditis                 | Dean Kotz     | 25 stycznia 2012     |
| Piper i Phoebe witają się z Prue. Ta nie może uwierzyć, że Phoebe nazwała swoją córkę na jej cześć. Mówi też, że teraz nazywa się 'Patience', ale Piper wciąż zwraca się do niej 'Prue'. Siostry zastanawiają się nad dziwnymi zjawiskami, które miały miejsce. Piper zauważa, że nie ma Paige. Ona tymczasem, przenosi się do Henry’ego, który jest zamrożony. Tymczasem Rennek i Leo walczą, ale Leo przegrywa. Rennek mówi mu, że potrzebuje go żywego. Leo, choć nawet tego nie wie, posiada pewne informacje, których Rennek potrzebuje. Paige wraca do domu. Przeprasza Prue, że ją zaatakowała. Obie siostry cieszą się, że się wreszcie poznały. Phoebe proponuje grupowy uścisk. Żadna z nich nie chce puścić. Siostry zastanawiają się jak powstrzymać moc Piper. Gdy Phoebe postanawia lewitować, uderza się głową w sufit. Paige ulecza ją. Przez magiczny portal, zjawia Bailey. Mówi siostrom, że ich dzieci używają swoich mocy, a Leo zniknął. Piper próbuje go odnaleźć z pomocą kryształu, ale to nie działa. Dzieci są pod zaklęciem snu, ale nie wiadomo jak długo na nie podziała. Prue i Piper postanawiają oczyścić ulice z demonów. Paige ma przygotować eliksiry, a Phoebe przeszukać Księgę Cieni. Piper i Prue unicestwiają demony eliksirami Paige. Widząc co się dzieje, Piper już rozumie, dlaczego Prue nie mogła pojawić się wcześniej. Paige i Bailey przygotowują więcej eliksirów. Paige zwierza się Bailey, gdyż nie wie czy jest jeszcze Czarodziejką, kiedy Prue wróciła. Bailey zapewnia ją, że nic się nie zmieniło. Phoebe i Cole przeprowadzają poważną rozmowę. Wszystko sobie wyjaśniają i Phoebe przyjmuje jego przeprosiny. Czarodziejki nie wiedzą co dalej robić. Paige proponuje, aby siostry pozbawiły jej mocy. Piper prosi o poważne propozycje. Paige nie ustępuje. Odebranie jej mocy rozwiązałoby wszystkie problemy, również jej małżeńskie. Prue prosi ją jednak, by oddała jej eliksir. To ona potrzebuje porzucić swoje moce. Gdy wszystko wraca do normy, siostry odnajdują Leo. Nie wie on jednak, co zrobił mu Rennek. Prue żegna się z siostrami. Ma teraz nowe życie w Salem. Cole wyjawia Phoebe, że jest ona w ciąży. Tymczasem Rennek obserwuje dom sióstr... |            |                                           |                              |               |                      |
| 19 | 19         | Crossed, Triple Crossed                   | Paul Ruditis                 | Tess Fowler   | 7 marca 2012         |
| Bob Cowan informuje Paige i Henry’ego, że odnalazł się biologiczny ojciec Henry’ego Juniora. Paige nie chce oddawać dziecka w ręce ojca-kryminalisty. W tym celu, Paige z pomocą magii powołuje do życia głównego bohatera książki The Double McGuffin: A Richard Quinn Mystery, Richarda Quinna. Ma on pomóc jej w zatrzymaniu dziecka. Z początku postać jest czarno-biała, ale Paige funduje mu make-up. Dostają się do biura Mercera, dziadka dziecka, ale zostają wyrzuceni. Richard umawia Paige i ojca Hnery'ego Jr., Christophera, na randkę. Tymczasem dom Czarodziejek w środku zaczyna zmieniać kolor na czarno-biały. Podczas randki w domu chłopaka, Paige dosypuje mu narkotyku do kieliszka. Kiedy traci przytomność, zjawia się Quinn. On i Paige dostają się do sejfu. Znajdują tam pliki na pendrivie. Podłączają go do laptopa, ale chłopak zaczyna się budzić. Paige orbituje Quinna do domu, który on natychmiast opuszcza. Kiedy Paige wraca, Piper i Phoebe informują ją, że zmieniła ona kolor na czarno-biały. Dzwoni Richard, który mówi Paige, że odda jej laptop, jeśli pozwoli mu zostać w realnym świecie. Paige zgadza się. Richard wraca do domu Czarodziejek, gdzie Paige wypowiada zaklęcie. Kiedy Quinn oddaje jej laptop, okazuje się, że Paige użyła mocy zmiany wyglądu i to Henry, wyglądając jak ona, wypowiedział zaklęcie. Paige wylewa na Quinna eliksir i wraca on do książki. Ojciec i dziadek Henry’ego Juniora zostają aresztowani. Tymczasem Henry Jr zaczyna używać mocy cyrokinezy - wytwarza lód i zamraża swoje zabawki. |            |                                           |                              |               |                      |
| Volume 4 |            |                                           |                              |               |                      |
| 20 | 20         | The Old Witcheroo                         | Paul Ruditis                 | Dean Kotz     | 28 marca 2012        |
| Na świat przychodzi córeczka Phoebe i Coopa - Parker. Poród odbiera Leo. Chciałby pozbyć się swoich skrzydeł, które zamęczają go. Phoebe zastanawia się, czy Parker posiada jakieś moce. Okazuje się, że świat Czarodziejek pogrążony jest w chaosie. Siostry utraciły swoje moce, chociaż magia przestała być już tajemnicą. Wszyscy śmiertelnicy posiadają moce, a niektórzy wykorzystują je do własnych celów. Do Phoebe przychodzi Elise. Piper i Paige odwiedza skrzat. Wszystkie magiczne stworzenia również straciły swoje moce. Nawet z Księgi Cieni zniknęły wszelkie zaklęcia. Piper podejrzewa, że za całym zamieszaniem z magią stoi Rennek, który zaginął od czasu porwania Leo. Tymczasem siostry obserwuje wścibska sąsiadka i fanatyczna wiedźma, pani Javitz. Jest zdziwiona, że siostry jako jedyne nie używają mocy i nie zmieniły wyglądu domu w sąsiedztwie. Henry i Elise łączą siły, aby zmienić zewnętrzny wygląd domu. Piper zastanawia się co knuje Rennek. |            |                                           |                              |               |                      |
| 21 | 21         | Reversal of Misfortune                    | Paul Ruditis                 | Dean Kotz     | 2 maja 2012          |
| 22 | 22         | Prue Ya Gonna Call?                       | Paul Ruditis                 | Rubine        | 11 lipca 2012        |
| 23 | 23         | The Darklight Zone                        | Paul Ruditis                 | Rubine        | 5 września 2012      |
| 24 | 24         | The Power of 300                          | Paul Ruditis                 | Rubine        | 3 października 2012  |

### Sezon 10 (2014-2016)
| Nr tomu            | Nr w serii         | Tytuł                                       | Scenariusz         | Rysunki            | Data wydania        |
| Sezon 10: Volume 1 | Sezon 10: Volume 1 | Sezon 10: Volume 1                          | Sezon 10: Volume 1 | Sezon 10: Volume 1 | Sezon 10: Volume 1  |
| ------------------ | ------------------ | ------------------------------------------- | ------------------ | ------------------ | ------------------- |
| 25                 | 1                  | No Country for Old Ones                     | Pat Shand          | Elisa Féliz        | 8 października 2014 |
| 26                 | 2                  | Magically Malicious                         | Pat Shand          | Elisa Féliz        | 5 listopada 2014    |
| 27                 | 3                  | The Perks of Being a Whitelighter           | Pat Shand          | Elisa Féliz        | 10 grudnia 2014     |
| 28                 | 4                  | Charmed Assault                             | Pat Shand          | Elisa Féliz        | 21 stycznia 2015    |
| 29                 | 5                  | Whatever Happened to the Demon with a Soul? | Pat Shand          | Elisa Féliz        | 18 lutego 2015      |
| 30                 | 6                  | Will o' the Witch                           | Pat Shand          | Daniela Di Matteo  | 18 marca 2015       |
| Sezon 10: Volume 2 |                    |                                             |                    |                    |                     |
| 31                 | 7                  | Hard Knox Life                              | Pat Shand          | Daniela Di Matteo  | 22 kwietnia 2015    |
| 32                 | 8                  | Love is a Burning Thing                     | Pat Shand          | Elisa Féliz        | 20 maja 2015        |
| 33                 | 9                  | Haste Makes Wasteland                       | Pat Shand          | Elisa Féliz        | 10 czerwca 2015     |
| 34                 | 10                 | The Curious Case of Benjamin Turner         | Pat Shand          | Elisa Féliz        | 22 lipca 2015       |
| 35                 | 11                 | Fear Always Comes Back                      | Pat Shand          | Elisa Féliz        | 2 września 2015     |
| 36                 | 12                 | Virtue                                      | Pat Shand          | Elisa Féliz        | 7 października 2015 |
| Sezon 10: Volume 3 |                    |                                             |                    |                    |                     |
| 37                 | 13                 | Court of Love                               | Pat Shand          | Giorgia Sposito    | 4 listopada 2015    |
| 38                 | 14                 | The Four Sisters, część 1                   | Pat Shand          | Elisa Féliz        | 2 grudnia 2015      |
| 39                 | 15                 | The Four Sisters, część 2                   | Pat Shand          | Elisa Féliz        | 13 stycznia 2016    |
| 40                 | 16                 | Happy Ending                                | Pat Shand          | Elisa Féliz        | 10 lutego 2016      |
| 41                 | 17                 | Effigy                                      | Pat Shand          | Elisa Féliz        | 2 marca 2016        |
| 42                 | 18                 | Tribunal and Tribulations                   | Pat Shand          | Elisa Féliz        | 13 kwietnia 2016    |
| 43                 | 19                 | Something Old, Something Prue               | Pat Shand          | Elisa Féliz        | 6 lipca 2016        |
| 44                 | 20                 | The Reason                                  | Pat Shand          | Elisa Féliz        | 14 września 2016    |

## Wydania kolekcjonerskie

### Sezon 9
| Nr wydania | # | Zawarte tomy | Scenariusz                   | Rysunki                                   | Data wydania     |
| ---------- | - | ------------ | ---------------------------- | ----------------------------------------- | ---------------- |
| 1          | 1 | 0-5          | Paul Ruditis & Raven Gregory | Dave Hoover, Marcio Abreu & Novo Malgapo  | 8 lutego 2011    |
| 2          | 2 | 6-12         | Paul Ruditis                 | Tess Fowler, Marcio Abreu & Carlos Granda | 20 września 2011 |
| 3          | 3 | 13-19        | Paul Ruditis                 | Reno Maniquis, Dean Kotz & Tess Fowler    | 11 kwietnia 2012 |
| 4          | 4 | 20-24        | Paul Ruditis                 | Dean Kotz & Rubine                        | 7 listopada 2012 |

### Sezon 10
| Nr wydania | # | Zawarte tomy | Scenariusz | Rysunki                         | Data wydania         |
| ---------- | - | ------------ | ---------- | ------------------------------- | -------------------- |
| 5          | 1 | 25-30        | Pat Shand  | Elisa Féliz & Daniela Di Matteo | 29 kwietnia 2015     |
| 6          | 2 | 31-36        | Pat Shand  | Elisa Féliz & Daniela Di Matteo | 6 września 2016      |
| 7          | 3 | 37-44        | Pat Shand  | Elisa Féliz & Giorgia Sposito   | 11 października 2016 |

## Reakcja obsady
- Alyssa Milano wypowiada się na temat, jak dała wydawnictwu Zenescope pozwolenie na użycie jej podobieństwa przy odtwarzaniu postaci Phoebe Halliwell[2].
- Holly Marie Combs oraz Rose McGowan omawiały na Twitterze pewną scenę zawartą w 2 części komiksów, w której to postacie Piper Halliwell i Paige Matthews są nagie, pokryte tylko liśćmi[3].